# Gabbie Rae
Gabriella Rae Trial (født 21. maj 1998) er en amerikansk popmusiker fra Massachusetts. Hun var den første musiker som underskrev kontrakt med Purple Kidz – et pladeselskab grundlagt af Big Boi fra hip hop-duoen OutKast. Hendes sang "Neverland" blev udgivet til download den 3. januar 2011.
Gabbie Rae deltog i The Tyra Banks Show.